# شهرستان وینکلر (تگزاس)
شهرستان وینکلر، تگزاس (به انگلیسی: Winkler County, Texas) یک سکونتگاه مسکونی در ایالات متحده آمریکا است که در تگزاس واقع شده‌است.

## خصوصیات
شهرستان وینکلر ۲٬۱۷۸٫۱۹ کیلومترمربع مساحت دارد.